# Simson (vállalat)
A Simson német fegyver- és járműgyártó vállalat volt. 1856-ban alapították a németországi Suhlban. Története során sok változáson ment keresztül és többször nevet is változtatott. A Simson nevet az 1950-es évek elején kapta vissza ismét. Az NDK időszakában főként motorkerékpárokat gyártott és a Járműgyártó Iparszövetség (IFA) része volt. 2002-ben szüntette be a termelést, majd 2003 februárjában megszűnt.

## Története

### A kezdeti időszak
A gyár eredete egy suhli szélmalomból 1741-ben átalakított kovácsmalomig nyúlik vissza, melyben 1854-ben a Simson testvérek, Löb Simson és Moses Simson egyharmadnyi részesedést vásároltak. 1856-ban a Simson testvérek létrehozták a Simson & Co vállalatot, amely szénacélból állított elő termékeket, többek között katonai és vadászfegyvereket is. Legfőbb vásárlójuk a porosz hadsereg volt. Az 1870-es évek háborúi jelentős bevételt és fejlődést biztosítottak a cégnek. 1871-ben helyezték üzembe a gyárban az első gőzgépet. A következő évben, 1872-ben jelentős kormányzati megrendelést kapott a cég, melynek eredményeként 1876-ig 150 ezer puskát szállíthatott a hadseregnek. 1880-ban kezdték el a vadászfegyverek gyártását. 1893-tól tüzérségi irányzóberendezéseket gyártottak és szállítottak a Krupp gyár lövegeihez.

### Az újraegyesített Németországban

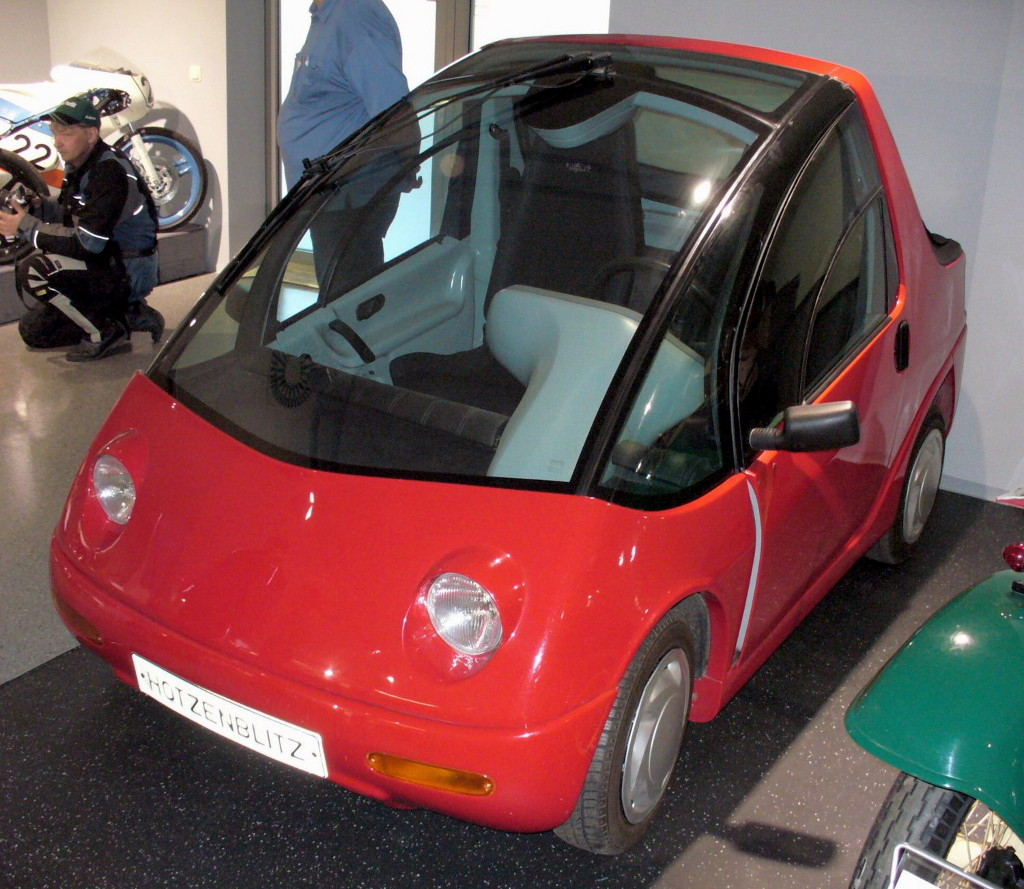
A Simson által gyártott Hotzenblitz elektromos autó

Az NDK megszűnése és Németország 1990-es újraegyesítése után több kísérlet történt a gyár megújítására, a gyártmányok korszerűsítésre és a termelés fenntartására. Az egykori NDK állami vállalatainak átalakításáról 1990. március 1-jén megjelent törvény értelmében átalakult a cégforma, a vállalat új neve Simson Suhl GmbH lett. 1991 novemberében a vállalat néhány munkatársa Suhler Fahrzeugwerk GmbH néven új céget hozott létre, amelyhez 1992-ben átkerült a teljes gyártókapacitás. 1997-ben a gazdasági nehézségek miatt újabb átalakítás történt, a gyárat a Simson Zweirad GmbH vette át, emellett a marketinget és az értékesítést kiszervezték.
A cég átalakítása mellett a gyártmányok terén is történtek változások. A Simson elkezdte kereskedelmi forgalomban is értékesíteni a cégnél korábban az NDK hadserege és rendőrsége részére Ernst Thälmann márkanévvel gyártott Makarov pisztolyt. A Simson márkanévvel készült pisztolyból mintegy ezer darabot gyártott a vállalat.
A motorok terén több modellt megújítottak. 1990-ben az 50 cm³-es S51 helyett az S53, a 70 cm³-es S70 helyett az S83-as gyártását kezdték el, melyeket országúti és off-road változatban is készítettek. A gyár a megújított modellekkel csak mérsékelt sikert ért el, 1990-től a gyártásuk 1994-es beszüntetéséig 10 500 darabot állítottak elő.
1992 a gyár újrakezdte a triciklik gyártását is. Az SR 50-es robogón alapuló, 50 cm³-es, 3,3 LE-s SD50 LT tricikli 360 literes raktérrel rendelkezik. Ennek a gyártása 2002-ig tartott.
1993-ban próbálkozások történtek az elektromos autók előállítására is. A gyár a Hotzenblitz cég elektromos autóit gyártotta. A mindössze 16 LE-s, 100–150 km megtételére alkalmas elektromos autóval azonban nem ért el sikereket a cég. Három év alatt mindössze 140 darabot gyártottak és értékesítettek, majd 1996-ban végül beszüntették a gyártását.
Az 1990-es évek közepén újrakezdték SR 50 és az SR 80 robogó gyártását, valamint újjáéledt a Simson Star is.
A felújított modellek és a szervezeti átalakulások ellenére a cégnél nem sikerült bővülést elérni. Az egyre nehezebb helyzetbe került cégnél 2002 őszén beszüntették a termelést, majd 2003 februárjában a cég csődbe ment és felszámolták.